# هوهنشتورف
هوهنشتورف (به آلمانی: Hohnstorf) یک شهر در آلمان است که در Lüneburg واقع شده‌است. هوهنشتورف  ۲٬۵۳۶ نفر جمعیت دارد.